# Diffuser Ösophagusspasmus

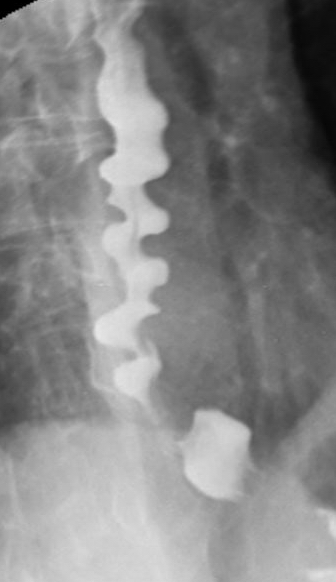
Korkenzieher-Ösophagus: Spiralig über den unteren Anteil des Ösophagus laufende, spastische Kontraktion.

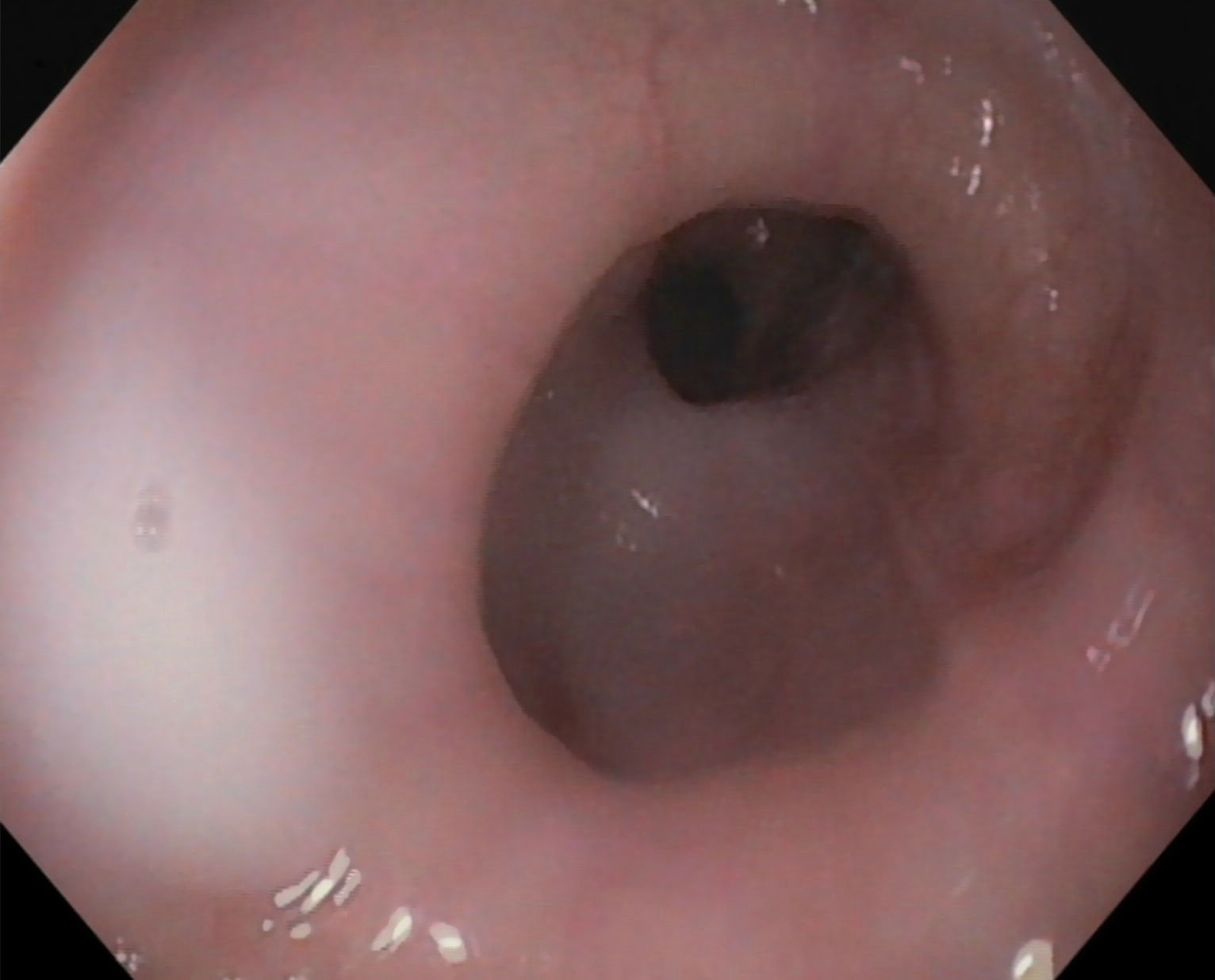
Endoskopisches Bild während der spiraligen Kontraktionen.

Der diffuse Ösophagusspasmus (Barsony-Teschendorf-Syndrom) ist eine Motilitätsstörung der Speiseröhre mit wiederholt, oft anfallsartig auftretenden,  segmentalen, nicht propulsiven Kontraktionen des glattmuskulären Anteils.

## Symptome
Während eines Anfalls können Schmerzen hinter dem Brustbein auftreten, die manchmal von pectanginösen Beschwerden nicht sicher zu unterscheiden sind. Daher auch der englische Begriff Non-Cardiac-Chest-Pain. Häufig tritt auch eine Dysphagie auf.

## Diagnostik
Nicht immer gelingt die Darstellung perlschnurartiger oder korkenzieherförmiger Kontraktionen in der Breischluckuntersuchung, da sich die Speiseröhre zwischendurch völlig unauffällig darstellen kann. Im positiven Fall und bei gleichzeitig auftretenden subjektiven Symptomen ist ein diffuser Ösophagusspasmus als Ursache sehr wahrscheinlich. Die spastischen segmentalen Kontraktionen können zum Berühren der Ösophaguswände führen. Die dazwischen liegenden, weiten Ösophagusabschnitte können wie Divertikel imponieren. Der Begriff „Barsony-Divertikel“ wird hierfür verwendet, obwohl es sich im radiologischen Sinn nicht um echte Divertikel handelt und besser Barsony-Pseudodivertikel heißen sollte.
Die Ösophagusmanometrie kann über einen längeren Zeitraum die Druckverhältnisse in der Speiseröhre registrieren und ist somit für das anfallsartige Auftreten mit symptomlosen Intervallen diagnostisch sensitiver als die Breischluck-Röntgenuntersuchung.
Eine Sonderform des diffusen Spasmus ist der Korkenzieher-Ösophagus, welcher auf einer spiraligen, langstreckigen Kontraktion beruht. Endoskopisch ist bei diesem Krankheitsbild ein wendeltreppenartiger Verlauf der Speiseröhre zu beobachten.

## Differenzialdiagnostik
Abzugrenzen ist der Nussknacker-Oesophagus, bei dem die peristaltische Welle regelrecht propulsiv, aber mit deutlich erhöhter manometrisch erfassbarer Amplitude abläuft. Die im englischen Sprachraum Jackhammer esophagus (Dampfhammer-Ösophagus) genannte Störung ist durch lang anhaltende Kontraktionen gekennzeichnet.